# Prionolabis iyoensis
Prionolabis iyoensis är en tvåvingeart som först beskrevs av Alexander 1955.  Prionolabis iyoensis ingår i släktet Prionolabis och familjen småharkrankar. Inga underarter finns listade i Catalogue of Life.